# FC Astoria Walldorf
El FC Astoria Walldorf es un equipo de fútbol de Alemania que juega en la Regionalliga Südwest, una de las ligas que componen el cuarto nivel de fútbol en el país.

## Historia
Fue fundado el 15 de febrero del año 1995 en la ciudad de Walldorf, en Baden-Württenberg tras la fusión de los equipos 1. FC 08 Walldorf y el departamento de fútbol del SG Walldorf Astoria 02. y su nombre se debe a Johann Jacob Astor, quien nación en Walldorf en 1763 y que más tarde emigraría a los Estados Unidos donde se convertiría en un exitoso empresario. Sus descendientes son los fundadores del Hotle Walldorf-Astoria, que generosamente apoyan a la ciudad de Walldorf y a su equipo de fútbol nombrado Astoria en su honor.
Ascendieron a la Versbandsliga Nordbaden en 2001, la cual ganaron en el 2007 para ascender a la Oberliga Baden-Württemberg. Hubo intenciones del patrocinador del TSG 1899 Hoffenheim Dietmar Hopp para que ambos equipos junto al SV Sandhausen se fusionaran para crear al FC Heidelberg 06 con el objetivo de ganar rápidamente la Bundesliga, pero las negociaciones terminaron en el 2005 debido a la negativa del Walldorf y Sandhausen y el fracaso de la construcción de un estadio en Heidelberg o en Eppelheim.
La temporada 2013/14 es la mejor hasta el momento en la historia del club, ya que ascendieron a la Regionalliga Südwest por primera vez en su historia, y jugarán por primera vez la Copa de Alemania en la temporada 2014/15.

## Palmarés
- Oberliga Baden-Württemberg: 1 (V)

2014
- Verbandsliga Nordbaden: 1 (V)

2007
- North Baden Cup: 1

2014

## Temporadas recientes
Estos son los resultados de las temporadas recientes del club:
| Temporada | Liga                       | División | Posición |
| 2000–01   | Landesliga Nordbaden       | VI       |          |
| 2001–02   | Verbandsliga Nordbaden     | V        | 6º       |
| 2002–03   | Verbandsliga Nordbaden     | V        | 3º       |
| 2003–04   | Verbandsliga Nordbaden     | V        | 4º       |
| 2004–05   | Verbandsliga Nordbaden     | V        | 8º       |
| 2005–06   | Verbandsliga Nordbaden     | V        | 5º       |
| 2006–07   | Verbandsliga Nordbaden     | V        | 1º ↑     |
| 2007–08   | Oberliga Baden-Württemberg | IV       | 8º       |
| 2008–09   | Oberliga Baden-Württemberg | V        | 4º       |
| 2009–10   | Oberliga Baden-Württemberg | V        | 2º       |
| 2010–11   | Oberliga Baden-Württemberg | V        | 8º       |
| 2011–12   | Oberliga Baden-Württemberg | V        | 7º       |
| 2012–13   | Oberliga Baden-Württemberg | V        | 2º       |
| 2013–14   | Oberliga Baden-Württemberg | V        | 1º ↑     |
| 2014–15   | Regionalliga Südwest       | IV       |          |

## Estadio
El club juega sus partidos de local en el FC-Astoria stadium, el cual cuenta con una cancha de césped natural y dos de superficie artificial. Durante el mundial de Alemania 2006, las instalaciones fueron utilizadas por Costa Rica.